# Erica (spinnengeslacht)
Erica is een geslacht van spinnen uit de familie springspinnen (Salticidae).

## Soorten
De volgende soorten zijn bij het geslacht ingedeeld:
- Erica eugenia Peckham & Peckham, 1892